# Concepción del Bermejo (Chaco)
Concepción del Bermejo is een plaats in het Argentijnse bestuurlijke gebied Almirante Brown in de provincie Chaco. De plaats telt 5.830 inwoners.